# 独占!メジャーリーグTODAY
独占!メジャーリーグTODAY（どくせんメジャーリーグトゥデイ）は、ニッポン放送でアメリカ大リーグ開催期間中の年度上半期（4-9月）に放送されていた番組コーナーである。ミニ番組もある。ニッポン放送では平日昼間のほとんどの番組で約5分間、土曜・日曜の早朝と昼間に5分間「ショウアップナイタープレイボール」の中で、約5分間放送されていた。

## 番組内容
ニッポン放送が1996年頃にメジャーリーグ中継のラジオ独占放送権を取得したことをきっかけとして、ニッポン放送の各ワイド番組内に作られたメジャーリーグベースボール情報・メジャーリーグ中継の宣伝を行うコーナーが前身となっている。
その後、新たな日本人選手のメジャーリーグ進出・球団移籍・故障休養などによる幾度かの番組名の変更を経て、この番組名となる。
東京のニッポン放送スタジオにいるアナウンサーが、主としてニューヨーク・ヤンキースの松井秀喜外野手の活躍ぶりについて（『GO! GO! 松井秀喜』のサブタイトルが付いている）、現地からの実況音源や電話レポートを交えながら解説する。
なおニッポン放送では、シーズンオフの10 - 3月はプロ野球中継やJリーグ中継の宣伝番組に差し替えられている。

## 放送時間

### ニッポン放送
- 平日
  - 5:20頃（小倉淳の早起きGoodDay!内）
  - 9:35頃（垣花正のあなたとハッピー!内）
  - 12:40頃（高田文夫のラジオビバリー昼ズ内）
  - 14:45頃（テリー伊藤のってけラジオ内）※「日本通運ワールドスポーツニュース」というコーナー名で放送。
  - 17:13頃（高嶋ひでたけの特ダネラジオ 夕焼けホットライン内）（提供：吉野家）
  - 17:45頃（ショウアップナイタープレイボール内）
- 土曜日
  - 5:20頃（栗村智 あなたと朝イチバン内）
  - 15:55頃（担当:増田みのり、※ミニ番組）
- 日曜日
  - 5:20（担当:飯田浩司、※週刊!ニッポン放送内）
  - 13:53（担当:増山さやか、「谷村新司 まぁるい日曜日」内）
  - 14:25（担当:増山さやか、※ミニ番組、聴取率調査時のみ中島知子と鈴木おさむ エンタな日曜日内）

### 地方局
放送日は月曜 - 金曜
- STVラジオ　(月 - 金)9:40 - 9:45（「9時ですリクエストプラザ」内）※2007年度の放送時間。「リクプラ」のパーソナリティが情報を伝える。
- 東海ラジオ放送 (月 - 金)10:00前（「かにタク言ったもん勝ち」内）
- MBSラジオ (月 - 金)11:00台（「さてはトコトン菊水丸」内）、17:48（MBSタイガースナイター内、提供：吉野家）

（注）：　独自内容に差し替え
- 中国放送 10:14 - 10:15

## 過去のネット局
- 九州朝日放送 16:50 - 16:55（栗田善成のまずはラジオでおつかれさん内）
- 東北放送　11:25 - 11:30（「COLORS」内）

## 関連番組
- コマツ・メジャーショウアップ